# Emlékeztek Paulra?
Az Emlékeztek Paulra? (Remember Paul?) a Született feleségek (Desperate Housewives) című amerikai filmsorozat százharmincötödik epizódja. Az Amerikai Egyesült Államokban először az ABC (American Broadcasting Company) adó vetítette 2010. szeptember 26-án.

## Mellékszereplők
- Lainie Kazan - Maxine Rosen
- Harriet Sansom Harris - Felicia Tilman
- Max Carver - Preston Scavo
- Christine Estabrook - Martha Huber
- Kevin Symons - Jack Pinkham
- Kyle MacLachlan - Orson Hodge
- Steven Culp - Rex Van de Kamp
- Brian Austin Green - Keith Watson
- Michael Kagan - Tanácselnök
- Martin Kildare - Mr. Roarke
- Michelle Duffy - Judy
- Bonnie Bailey-Reed - Gwen
- Karly Rothenberg - Felicia cellatársa

## Az epizód cselekménye
Bree felfedi végre a szörnyű titkot Gabrielle előtt arról, hogy évekkel ezelőtt Andrew gázolta el Carlos édesanyját. Gaby persze mindezek után kétségbeesetten gondolkodik azon, hogy ezt vajon hogyan ossza meg Carlosszal. Eközben a Lila Akác köz lakói döbbenten veszik tudomásul, hogy Susan házába a börtönből szabadult Paul Young költözik be. Susan, Mike és MJ nagyon szűkösen élnek új lakásukban, ezért Susan úgy dönt, hogy különös mellékállást vállal. Lynette egykori egyetemi barátnője, a sikeres és gazdag Renee pedig váratlan látogatásra érkezik a Scavo házba.

## Mary Alice epizódzáró monológja
- A narrátor, Mary Alice monológja az epizód végén így hangzik (a magyar változat alapján):

"A rossz hír gyorsan terjed és ha elér hozzánk meg kell találnunk a módját hogy, megbirkózzunk vele. Ha a férjünk közli velünk, hogy továbblépett találunk magunknak egy projektet, ami leköt minket. Ha a számlák kezdenek fölénk tornyosulni, megtaláljuk a lehetőségét, hogy keressünk egy kis plusz pénzt. Ha a tudtunkra jut egy olyan titok, ami túl szörnyű ahhoz, hogy megoszthassuk, megtanuljuk magunkban tartani. De sose szabad felednünk, hogy a rossz hír, amit éppen kaptunk olykor bizony lehet jó hír is - álruhában."

## Érdekességek
- Ez az epizód a hetedik évad nyitó része.
- Ebben az epizódban tűnik fel először Felicia Tilman karaktere a második évad Nem vagy egyedül című epizódja óta.
- Ebben a részben tűnik fel először Renee Perry (Vanessa Williams) karaktere.

## Epizódcímek más nyelveken
- Angol: Remember Paul? (Emlékeztek Paulra?)
- Finn: Muistatko Paulin? (Emlékszel Paulra?)
- Olasz: Le brutte notizie viaggiano veloci (A rossz hír gyorsan terjed)
- Német: Wer erinnert sich an Paul? (Ki emlékszik Paulra?)
- Arab: بيتي هو شقة (A házam egy lakás)